# Оменетмен
Всеобщий армянский физкультурный союз «Оменетмен», ВАФС (арм. «Հոմենետմեն» Հայ մարմնակրթական ընդհանուր միություն, ՀՄԸՄ, англ. «Homenetmen» Armenian General Gymnastic Union, AGGU) — армянская спортивно-скаутская организация. Основана 18 ноября 1918 года в Константинополе. Девиз: «Поднимись! Поднимай!» Имеет филиалы как в Армении, так и по всему миру.
История основания ВАФС «Оменетмен» тесно связана с набравшим обороты в конце XIX века в Османской империи физкультурным движением.  Ещё до Первой мировой войны на территории империи действовало множество армянских спортивных клубов и учреждений. Идея создания ВАФС принадлежит Шаваршу Крисяну, который впервые публично заговорил о необходимости создания общеармянской спортивной организации после Первых армянских олимпийских игр в 1911 году.